# Jane Douglas
Jane Douglas, född Marinet 1700 i Edinburgh, död 10 juni 1761, även kallad Mor Douglas, var en engelsk bordellmamma i 1700-talets London. Hon drev en bordell i Covent Garden som var dåtidens mest exklusiva och var under sin tid en känd profil som Londons mest berömda bordellmamma, känd som "Osedlighetens kejsarinna".  
Jane Douglas föddes i en välbärgad familj i Edinburgh. Från omkring 1717 var hon känd under namnet Douglas som prostituerad i London, där hon var en populär kurtisan med kunder av båda könen i inflytelserika kretsar. 
Vid någon tidpunkt tog hon över ett hus och började sälja andra prostituerades tjänster, och år 1735 öppnade hon en berömd bordell i Covent Garden, som då var känt för sina bordeller. Hennes bordell var berömd för sin lyx och renoverad i den högsta tänkbara modern standard med avlopp och rinnande vatten och tillhörande trädgård, och hennes anställda var kända för att kunna uppträda fint. Även skådespelerskor från de närliggande teatrarna drygade ut sin lön genom att arbeta tillfälligt i hennes bordell. Bland hennes kunder fanns prins Vilhelm, hertig av Cumberland. Douglas var arresterad ett antal gånger men släpptes som regel efter böter eller ett kortare fängelsestraff. 
Efter omkring 1746 började hennes bordell bli omodern bland överklassen, men hon fortsatte sin verksamhet fram till 1759, då hon överlämnade ansvaret till sin släkting Amelia Douglas. Hon led under sina sista år av dålig hälsa med uppsvullna ben. Hon efterlämnade en stor förmögenhet.  